# 解说词
解说词是为影像新闻写作的，由解说员朗诵的画外音文稿。
广告配音，电视画面配音等均为解说词范围。
解说词应用范围非常广泛，以前无声电影时代需要夸张的行为表现一些事物，而解说词的出现可以便于人们理解和挖掘画面所未呈现的更深层次的内涵，总之，解说词有利于人们更好的理解传播着所能传达的意思。
解说词的作用：解说词能帮助完善形象报道；
解说词能补足画面无法回答的问题；
解说词能引导人们的思路，更深切的表达重点。
解说词在研究上的分歧，分为综合式研究和解剖式研究。综合式研究为排斥派，解剖式研究为重视派。
解说词表达的是事物内部信息，属于间接信息，优势是准确详实。
解说词的三要素是跟、贴、让。即：跟主题、贴画面、让给其他手段去表现。